# ویلانوو (استان اشوی‌داشکسیه)
ویلانوو (به لهستانی: Wilanów) یک منطقهٔ مسکونی در لهستان است که در گمینا یندژیوو واقع شده‌است.